# Ульрік Салтнес
Ульрік Салтнес (норв. Ulrik Saltnes, нар. 10 листопада 1992, Бреннейсунн, Норвегія) — норвезький футболіст, центральний півзахисник клубу «Буде-Глімт».

## Ігрова кар'єра
Ульрік Салтнес народився у містечку Бреннейсунн і там же почав грати у футбол у місцевій команді з Третього дивізіону. Але у першій команді він провів лише одну гру і вже з 2011 року приєднався до клубу Першого дивізіону «Буде-Глімт», разом з яким у 2013 році виграв турнір Першої ліги і підвищився у класі до Елітсерії. Разом з клубом Солтнес ще один сезон провів у Першому дивізіоні але вже у 2020 році, як капітан команди Салтнес став чемпіоном країни.

## Досягнення
Буде-Глімт
 Чемпіон Норвегії: 2020, 2021, 2023